# Iridopsis appetens
Iridopsis appetens är en fjärilsart som beskrevs av Louis Beethoven Prout 1932. Iridopsis appetens ingår i släktet Iridopsis och familjen mätare. Inga underarter finns listade i Catalogue of Life.